# Евсеев, Николай Иванович (полковник)
Николай Иванович Евсеев (1922—1999) — полковник Советской Армии, участник Великой Отечественной войн и подавления Венгерского восстания 1956 года, Герой Советского Союза (1956).

## Биография
Николай Евсеев родился 6 декабря 1922 года в Курске. После окончания средней школы работал инструктором спортивного общества «Динамо» во Льгове. В июне 1941 года Евсеев был призван на службу в Рабоче-крестьянскую Красную Армию. В октябре 1942 года окончил Харьковское танковое училище. С декабря того же года — на фронтах Великой Отечественной войны. Участвовал в Сталинградской битве. В 1944 году окончил Ленинградскую высшую офицерскую школу. После окончания войны продолжил службу в Советской Армии. К октябрю 1956 года гвардии майор Николай Евсеев командовал танковым батальоном 71-го гвардейского танкового полка 33-й гвардейской механизированной дивизии Отдельной механизированной армии, базировавшейся в Румынии. Отличился во время подавления Венгерского восстания.
Батальон Евсеева во время штурма Будапешта 3-8 ноября 1956 года действовал в авангарде и на основном направлении. Он непосредственно участвовал в боях с повстанцами, уничтожая их огневые точки. Несмотря на вражеский огонь, Евсеев сумел эвакуировать тело погибшего полковника Кохановича. Вёл переговоры с руководителями групп восставших. Батальон Евсеева при минимальных потерях со своей стороны нанёс серьёзный урон повстанцам, разгромил два их опорных пункта.
Указом Президиума Верховного Совета СССР от 18 декабря 1956 года за «мужество и отвагу, проявленные при выполнении воинского долга» майор Николай Евсеев был удостоен высокого звания Героя Советского Союза с вручением ордена Ленина и медали «Золотая Звезда» за номером 10804.
В 1973 году в звании полковника Евсеев был уволен в запас. Проживал в городе Светловодске Кировоградской области, работал директором нефтебазы. Скончался 20 февраля 1999 года.
Был также награждён орденом Красного Знамени и двумя орденами Отечественной войны 1-й степени, рядом медалей и иностранных наград.